# Emil Kuhn-Schnyder

Emil Kuhn-Schnyder (um 1965)

Emil Eduard Kuhn-Schnyder, auch Emil Kuhn (* 29. April 1905 in Zürich; † 30. Juli 1994 ebenda), war ein Schweizer Wirbeltiere-Paläontologe.

## Leben
Kuhn-Schnyder studierte Naturwissenschaften an der ETH Zürich mit dem Ziel Lehrer zu werden und machte 1927 seinen Diplom-Abschluss. Dabei studierte er insbesondere Zoologie bei Karl Hescheler. Er wurde danach Hauptlehrer und schließlich Rektor an der Bezirksschule in Bremgarten AG, promovierte aber gleichzeitig 1932 in Zoologie an der ETH Zürich bei Hescheler (Beiträge zur Kenntnis der Säugetierfauna der Schweiz seit dem Neolithikum, Revue Suisse de Zoologie, Band 39). 1940 wurde er Oberassistent am Zoologischen Museum der Universität Zürich. 1947 habilitierte er sich und wurde 1955 außerordentlicher Professor an der Universität Zürich und 1956 gleichzeitig Professor an der ETH Zürich. Mitte der 1950er Jahre leitete er zwischenzeitlich das Zoologische Museum der Universität. 1956 wurde er Direktor des neu gegründeten Paläontologischen Instituts und Museums der Universität Zürich und 1962 ordentlicher Professor für Paläontologie. 1970 wurde er auch Professor an der ETH Zürich.
Er befasste sich insbesondere mit der marinen Fauna (Fische, Reptilien) der berühmten triassischen Fossilienfundstätte des Monte San Giorgio in den Tessiner Kalkalpen, die zuerst von dem Paläontologen der Universität Zürich Bernhard Peyer (1885–1963) erschlossen worden war.
1968 wurde er zum korrespondierenden Mitglied der Bayerischen Akademie der Wissenschaften gewählt. Im Jahr 1971 wurde er zum Mitglied der Leopoldina gewählt, 1971 wurde er Ehrenmitglied des Oberrheinischen Geologischen Vereins (OGV), 1972 Ehrenmitglied der Paläontologischen Gesellschaft und 1973 Ehrenmitglied der Society of Vertebrate Paleontology. Er war ab 1967 Ehrenbürger von Meride am Monte San Giorgio.

## Werke (Auswahl)
- Askeptosaurus italicus Nopcsa. In: Bernhard Peyer: Die  Triasfauna der Tessiner  Kalkalpen XVII. Basel: Birkhäuser 1952 (Schweizerische Paläontologische Abhandlungen; 69), S. 1–73.
- Geschichte der Wirbeltiere. Schwabe, Basel 1953.
- Die Wirbeltierfauna der Trias der Tessiner Kalkalpen. Zürich: Paläontologisches Institut der Universität Zürich 1964. (Sonderdruck aus Geologische Rundschau Bd. 53/1 (1964), S. 393–412).
- Die Triasfauna der Tessiner Kalkalpen. Zürich:  Paläontologisches Institut der Universität Zürich 1974. (Mitteilungen aus dem Paläontologischen Institut der Universität Zürich; 89)  (Auch erschienen als: Neujahrsblatt der naturforschenden Gesellschaft in Zürich; 176).
- Die Fossilien des Monte San Giorgio. Zürich: Paläontologisches Institut und Museum der Universität Zürich 1979.
- mit Hans Rieber: Paläozoologie. Morphologie und Systematik der ausgestorbenen Tiere. Stuttgart: Thieme 1984.
  - engl. Übers.: Handbook of Paleozoology. Baltimore: Johns Hopkins University Press, 1986.